# Angélica Gorodischer

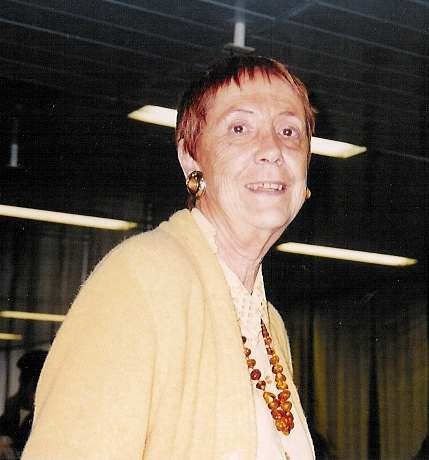
Angélica Gorodischer 1998 auf dem „Primer Encuentro Internacional de Escritoras“ in Rosario, Argentinien, August 1998

Angélica Beatriz del Rosario Arcal de Gorodischer (* 28. Juli 1928 in Buenos Aires; † 5. Februar 2022 in Rosario) war eine argentinische Schriftstellerin.

## Leben
Angélica Gorodischer wurde 1928 als Angélica Arcal in Buenos Aires geboren; nach der Eheschließung mit dem Architekten Sujer Gorodischer nahm sie 1948 dessen Familiennamen an. Sie besuchte die Grundschule und das Gymnasium an der Escuela Normal No. 2 de Profesoras in Rosario in der Provinz Santa Fe, wo sie ab 1936 lebte. An der Facultad de Filosofía y Letras der Universidad Nacional del Litoral begann sie ein Studium, das sie jedoch nicht abschloss.
1964 gewann sie den Wettbewerb der Zeitschrift Vea y Lea mit der Kriminalerzählung „En verano, a la siesta y con Martina“. 1988 erhielt sie ein Fulbright-Stipendium, mit dem sie am International Writing Program der University of Iowa teilnehmen konnte. 1991 lehrte sie ebenfalls dank eines Fulbright-Stipendiums an der University of Northern Colorado. 1998 wurde ihr der nach der bekannten argentinischen Autorin Silvina Bullrich benannte Preis der Sociedad Argentina de Escritores (SADE) zugesprochen, für den besten in drei Jahren erschienenen Roman einer Frau.
Angélica Gorodischer hat in ihrer Heimatstadt Rosario drei bedeutende Kongresse über das Literaturschaffen argentinischer Schriftstellerinnen organisiert: Unter dem Titel „Encuentro Internacional de Escritoras“ fand der erste 1998, der zweite 2000 und der dritte im Jahr 2002 statt. Sie hat mehr als 350 Vorträge im In- und Ausland gehalten, insbesondere über phantastische Literatur und über das Schreiben von Frauen. Außerdem war sie ab 1967 Jurymitglied bei diversen Literaturpreisen in Argentinien und anderen Ländern und hat zahlreiche Literaturworkshops abgehalten. Sie starb im Februar 2022 im Alter von 93 Jahren.

## Preise und Auszeichnungen
- 1964: Premio Vea y Lea, tercer concurso nacional de cuentos policiales
- 1965: Premio Club del Orden
- 1984: Premio Más Allá
- 1984: Premio Poblet
- 1984/1985: Premio Emecé
- 1985: Premio Sigfrido Radaelli, Club de los XIII
- 1986: Premio Gilgamesh
- 1994: Premio Konex de Platino
- 1996: Premio Dignidad der Asamblea Permanente por los Derechos Humanos, für Verdienste um die Menschenrechte von Frauen
- 1998: Premio Bullrich des Argentinischen Schriftstellerverbands SADE für den besten Roman einer Frau des Trienniums
- 2000: Premio Esteban Echeverría (narrativa)
- 2007: Premio ILCH, California, für ihr Gesamtwerk
- 2007: Ciudadana Ilustre de Rosario (Ehrenbürgerin von Rosario)
- 2011: World Fantasy Award für das Lebenswerk

## Werke
Angélica Gorodischer wurde vor allem durch ihre Science-Fiction-Romane, Krimis und phantastischen Geschichten über die Landesgrenzen hinaus bekannt und gilt als eine der wichtigsten Schriftstellerinnen des Genres in Lateinamerika. Einzelne ihrer Texte wurden ins Deutsche, Englische, Französische, Russische und Tschechische übersetzt.

### Romane
- Opus dos. Barcelona: Minotauro, 1966.
- Kalpa Imperial. Barcelona: Minotauro, 1984. Neuere Ausgabe: Buenos Aires: Emece Editores, 2001. ISBN 950-04-2273-5
- Floreros de alabastro, alfombras de bokhara. Buenos Aires: Emecé, 1985. ISBN 950-04-0450-8
- Jugo de Mango. Buenos Aires: Emecé, 1988. Neuere Ausgabe: Buenos Aires: Emecé Editores, 1995. ISBN 950-04-0779-5
- Fabula de la virgen y el bombero. Buenos Aires: Ediciones de la Flor, 1993. ISBN 950-515-134-9
- Prodigios. Barcelona: Lumen, 1994.
- La noche del inocente. Buenos Aires: Emecé, 1996.
- Doquier. Buenos Aires: Emecé, 2002.
- Tumba de jaguares. Buenos Aires: Emecé, 2005.

### Erzählungen
- Cuentos con soldados. Santa Fe: Club del Orden, 1965.
- Las Pelucas. Buenos Aires: Sudamericana, 1969.
- Bajo las jubeas en flor. Buenos Aires: Ediciones de la Flor, 1973.
- Casta luna electrónica. Buenos Aires: Andrómeda, 1977.
- Trafalgar. Buenos Aires: El Cid, 1979.
- Mala noche y parir hembra. Buenos Aires: La Campana, 1983.
- Las Repúblicas. Buenos Aires: Ediciones de la Flor, 1991.
- Técnicas de supervivencia. Rosario: Ed. Municipal de Rosario, 1994.
- Como triunfar en la vida. Buenos Aires: Emecé, 1998. ISBN 950-04-1886-X
- Menta. Buenos Aires: Emecé, 2000.
- Querido amigo. 2006.

### Anthologie
- Cien islas (Artikel und Erzählungen). Rosario: Fundación Ross, 2004.

### Essays
- A la tarde, cuando llueve. 2007.

### Biographie
- Historia de mi madre. Buenos Aires: Emecé, 2003. ISBN 950-04-2528-9

### Herausgegebene Werke
- Esas malditas mujeres: antología de cuentistas latinoamericanas. Ausgewählt und mit einem Vorwort versehen von Angélica Gorodischer. Rosario [u. a.]: Ameghino, 1998. ISBN 987-9216-51-2
- Cuentos de luz y sombra: Obras seleccionadas de los Concursos Interamericanos de Cuentos 2003-2004, Fundación Avon Para La Mujer. Vinciguerra, 2005. ISBN 950-843-625-5

### Deutsche Übersetzungen
- Eine Vase aus Alabaster. Aus dem argentinischen Spanisch von Marion Kappel. Berlin: Orlanda Frauenverlag, 1992. ISBN 3-922166-89-X. Taschenbuchausgabe: Frankfurt/Main: Fischer-Taschenbuch-Verlag, 1997. ISBN 3-596-13278-9.
- Schlangenmund. Übersetzt von Marion Kappel. In: Mohnblumen auf schwarzem Filz. Autorinnen aus vier Kontinenten. Zürich: Unionsverlag, 1998. ISBN 3-293-20108-3.
- Im Schatten des Jaguars. Erzählungen, übersetzt von Rike Bolte, Oliver Dietrich, Diego Ariza Flores, Marko Große, Sarah Otter, Theresa Schulz und Mathias-Fritz Schwadow; mit einem Nachwort von Rike Bolte. Berlin: Golkonda Verlag, 2010. ISBN 978-3-942396-08-0
- Kalpa Imperial: Das größte Imperium, das es nie gegeben hat. Roman, übersetzt von Karin Will. Berlin: Golkonda Verlag, 2018.

### Englische Übersetzungen
- Kalpa Imperial: The Greatest Empire That Never Was. Übersetzt von Ursula K. Le Guin. Northampton: Small Beer Press, 2003. ISBN 1-931520-05-4